# Fez (游戏)
《Fez》是一款是由加拿大Polytron Corporation团队开发，Trapdoor发行的多平台独立游戏。游戏于2012年发售。

## 玩法
游戏采用复古像素画风，结合了2D横向卷轴和3D效果。玩家可以通过旋转2D视角，在4个不同的视角下观察三维关卡地图，从而穿过在三维空间中本不可能通过的路径，搜集散落在世界各地的立方体及其他战利品。

## 剧情
住在二维世界的Gomez（戈麦斯），有一天遇到了闪闪发光的立方体。他从立方体得知了三维世界的存在，并获得了在二维和三维世界移动的能力。但与此同时，金色立方体破碎了，其碎片散落在了世界各地。为了拯救在立方体碎裂后开始崩溃的世界，Gomez开始了寻找立方体碎片的旅程。

## 开发
《Fez》的开发历时5年，并在开发期间既已受到了广泛的关注。 VG247的编辑内森·格雷森（Nathan Grayson）将其曲折的开发历程比作“独立版《永远的毁灭公爵》”。Polygon 编辑阿瑟·吉斯（Arthur Gies）将其声誉形容为“独立游戏界的败犬宠儿”。游戏的开发者菲尔·费舍知名于纪录片《独立游戏：电影》 。此外，费舍本人也因其直言不讳的性格和尖刻的公众形象而得到关注。

## 评价
| 汇总媒体   | 得分                                             |
| ---------- | ------------------------------------------------ |
| Metacritic | X360: 89/100 PC: 91/100 PS4: 90/100 VITA: 91/100 |

| 媒体          | 得分    |
| ------------- | ------- |
| Edge          | 9/10    |
| Eurogamer     | 10/10   |
| Game Informer | 9.25/10 |
| GameSpot      | 8/10    |
| IGN           | 9.5/10  |
| Polygon       | 8/10    |
| TouchArcade   | [ 13 ]  |

根据评论汇总网站Metacritic的统计，《Fez》获得了“普遍好评”。游戏得到了极高评价，获得了2012年独立游戏节的最高奖项。游戏评分机构IGN给游戏打出了9.5分的高分，盛赞了其创意。Eurogamer、Joytiq给游戏打出了满分，Game Informer则打出了接近满分的9.25分。
2013年12月，制作组Polytron Corporation宣布本作销量突破100万。

## 续作
2013年6月13日、Polytron在E3宣布制作续作《Fez 2》。但由于和一名游戏记者马库斯·比尔产生了争执，在受到指责后，费舍宣布中止《Fez 2》的制作，并从游戏业引退。
2014年8月费舍在推特暗示将回归游戏界开发《Fez 2》，但不久又撤回。其间有人揭露独立游戏的女开发者佐伊·奎因跟一些游戏媒体有潜规则，以此换取较高的游戏评分。被揭露后佐伊·奎因受到玩家的围剿。但费舍站在佐伊·奎因一边。随着事件升级，一些来自4chan的玩家黑了费舍的工作室网站和推特账号公布在网上。之后费舍宣布出售Polytron和《Fez》的版权，并删除了自己的推特帐号。